# Inocent III.
Inocent III. (22. veljače 1161. – 16. srpnja 1216.), papa od 8. siječnja 1198. do smrti. U njegovo vrijeme Crkva je bila na vrhuncu moći.

## Životopis
Rodio se kao Lotario de' Conti di Segni u Gaviganu, 1160. ili 1161. godine. Za papu je izabran kada je imao 37. godina. Godine 1198. pozvao je vojsku na Četvrti križarski pohod u Svetu zemlju, koji je rezultirao osvajanjem Carigrada. Na svome putu križari su zauzeli Zadar kao protuuslugu Mlečanima za prijevoz vojnika i opreme. Napad na kršćanski grad osudio je Inocent III., pokretač križarskog rata, koji je Mlečane kaznio izopćenjem. Također je sazvao i Četvrti lateranski sabor. Za vrijeme svog pontifikata reformirao je kuriju, potvrdio redove franjevaca, hmilijata, dominikanaca i ojačao crkvenu državu. Osnovao veliku bolnicu S. Spirito u Rimu. U skladu s idejom o papinskoj vrhovnoj vlasti nad kršćanskim narodima Zapada, upleo se u spor o njemačkom carskom nasljedstvu. Za vrijeme Kulina bana Bosna postaje veliko središte hereze na Balkanu. Papa Inocent III. pisao je povodom toga ugarskom kralju Emeriku: 
 Papa Inocent III. zatim šalje svog legata Ivana de Kazamarisa Kulinu banu u Bosnu. Na Bilinu polju, Kulin ban i okupljeni narod javno i svečano su osvjedočili svoju pripadnost katoličkoj vjeri. Pokopan je u katedrali u Perugi, gdje je njegovo tijelo ostalo sve dok ga papa Lav XIII. nije prebacio u Lateransku baziliku u prosincu 1891. godine.